# Olej chorych
Olej chorych (łac. oleum infirmorum) – olej używany podczas udzielania sakramentu namaszczenia chorych, błogosławiony przez biskupa w Wielki Czwartek podczas mszy krzyżma świętego wraz z olejem Krzyżma i olejem katechumenów.

## Modlitwa wypowiadana nad olejem
Olej błogosławiony jest w trakcie modlitwy eucharystycznej, przed jej zakończeniem. Jeżeli względy duszpasterskie za tym przemawiają, błogosławieństwo może odbyć się po liturgii słowa. 

Posługujący trzyma naczynie z olejem przed biskupem, który wypowiada następującą modlitwę: 

Boże, Ojcze wszelkiej pociechy, Ty przez swojego Syna chciałeś leczyć cierpienia chorych, wysłuchaj łaskawie modlitwy pełnej wiary: prosimy Cię, Boże, ześlij z niebios Twojego Ducha Świętego Pocieszyciela, by Jego moc przeniknęła ten olej, który za Twoją sprawą wydało żywe drzewo dla pokrzepienia ciała. Niech Twoje święte błogosławieństwo sprawi, by ten olej stał się ochroną dla ciała, duszy i ducha każdego, kto będzie nim namaszczony, aby uwalniał od wszelkich cierpień, chorób i słabości. Boże, niech to będzie Twój święty olej dla nas przez Ciebie poświęcony, w imię naszego Pana Jezusa Chrystusa. (Który z Tobą żyje i króluje na wieki wieków. W. Amen.)

Słowa końcowe: Który z Tobą... mówi się tylko wtedy, gdy poświęcenie nie odbywa się podczas Modlitwy eucharystycznej. Po dokonaniu poświęcenia naczynie z olejem chorych odnosi się na poprzednie miejsce i Mszę odprawia się dalej według normalnego porządku.